# 延内
延内（義大利語：Jenne），是意大利拉齐奥大区罗马首都广域市的一个市镇。总面积31.52平方公里，人口416人，人口密度13.2人/平方公里（2009年）。ISTAT代码为058048。